# Dedeman

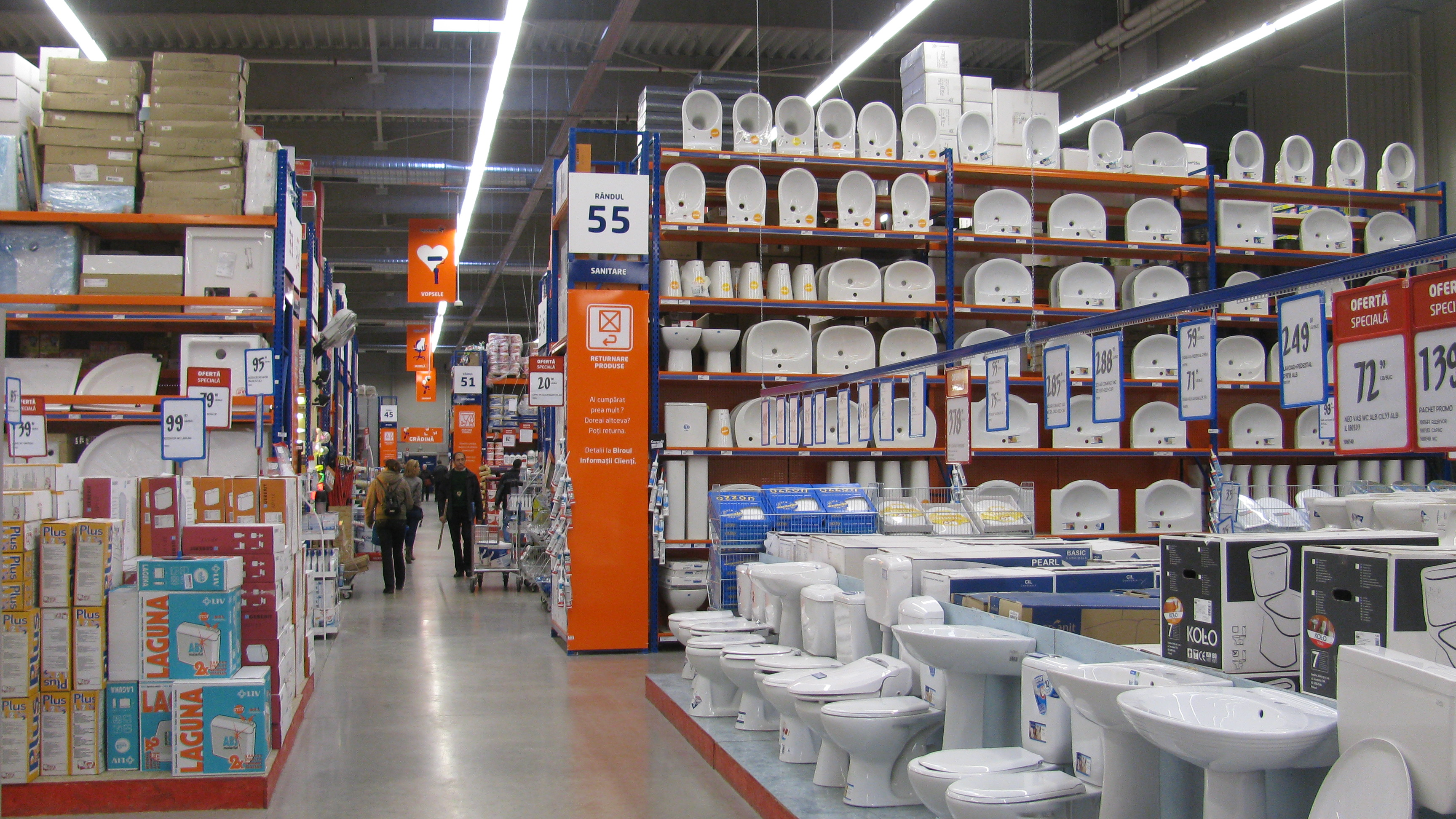
A temesvári áruház belseje

A Dedeman hipermarket üzletlánc Romániában, amely építőanyagokat, barkács- és lakberendezési cikkeket árusít. A 100%-ban román tulajdonú cég mottója Dedicat planurilor tale, azaz 'Terveidnek dedikálva.' Székhelye Bákóban van, és 2021. májusi állapot szerint 55 áruházat működtetett az országban.

## Története
A céget 1992-ben alapította Dragoş Pavăl matematikus; 1993-ban belépett a cégbe testvére, a szintén matematikus Adrian Pavăl is. A cég neve a tulajdonosok és családtagjaik keresztnevének kezdőbetűjét tartalmazza: az első D betű Dragoşt jelenti, a második D betű feleségét (Denise), az M betű feleségének édesanyját, az A pedig Adriant jelenti.
Első szerény, 16 négyzetméteres boltja különböző kiskereskedelmi árukat forgalmazott. Első fővárosi boltját, (a cég 13. boltját), 2009-ben nyitotta meg; 2021-re már 55 bolttal rendelkezett; Románia 41 megyéjéből már csak négyben (Călărași, Giurgiu, Kovászna és Teleorman) nem nyitottak boltot.
2010 óta piacvezető Romániában a forgalmat illetően, és 2012 óta a boltok számában is. 2020-ban a Dedeman részaránya a barkácscikkek belföldi piacán több mint 50% volt.
2011. októberben két évre a Román Olimpiai és Sportbizottság szponzora lett. A partnerség 2015-ben folytatódott, amikor a Dedeman a Román Olimpiai és Sportbizottság fő partnere lett egy ötéves időszakra. 2014-ben szponzori szerződést kötött Simona Halep teniszezőnővel. Szponzorálja továbbá a Politehnica Iași és Ceahlăul Piatra Neamț sportegyesületeket, valamint a Știința Municipal Dedeman Bacău férfi kézilabdacsapatát.
2021-ben a Dedeman 38 áruházában napelemes erőmű üzemelt, amelyek a tervek szerint az egyes áruházak energiafogyasztásának 30%-át fedezik.

## Tevékenysége számokban
| Év   | Boltok száma | Alkalmazottak száma | Árbevétel milliárd euró |
| ---- | ------------ | ------------------- | ----------------------- |
| 2007 |              |                     | 0,185                   |
| 2008 |              | 2600                | 0,250                   |
| 2009 |              |                     | 0,252                   |
| 2010 | 21           | > 4000              | 0,360                   |
| 2011 | 26           |                     | 0,476                   |
| 2012 | 30           |                     | 0,540                   |
| 2013 | 36           | > 6700              | 0,606                   |
| 2014 |              |                     | 0,767                   |
| 2015 |              |                     | 0,981                   |
| 2016 | 45           | > 9200              | 1,17                    |
| 2017 | 48           | > 10 000            | közel 1,4               |
| 2018 | 49           | > 10 400            | 1,55                    |
| 2019 | 50           | 10 769              | 1,73                    |
| 2020 | 54           |                     |                         |
| 2021 | 55           |                     |                         |

## Fordítás
Ez a szócikk részben vagy egészben  a   Dedeman című román Wikipédia-szócikk ezen változatának fordításán alapul.  Az eredeti cikk szerkesztőit annak laptörténete sorolja fel. Ez a jelzés csupán a megfogalmazás eredetét és a szerzői jogokat jelzi, nem szolgál a cikkben szereplő információk forrásmegjelöléseként.